# 愛知県道408号野依植田線
愛知県道408号野依植田線（あいちけんどう408ごう のよりうえたせん）は、愛知県豊橋市内を通る一般県道である。

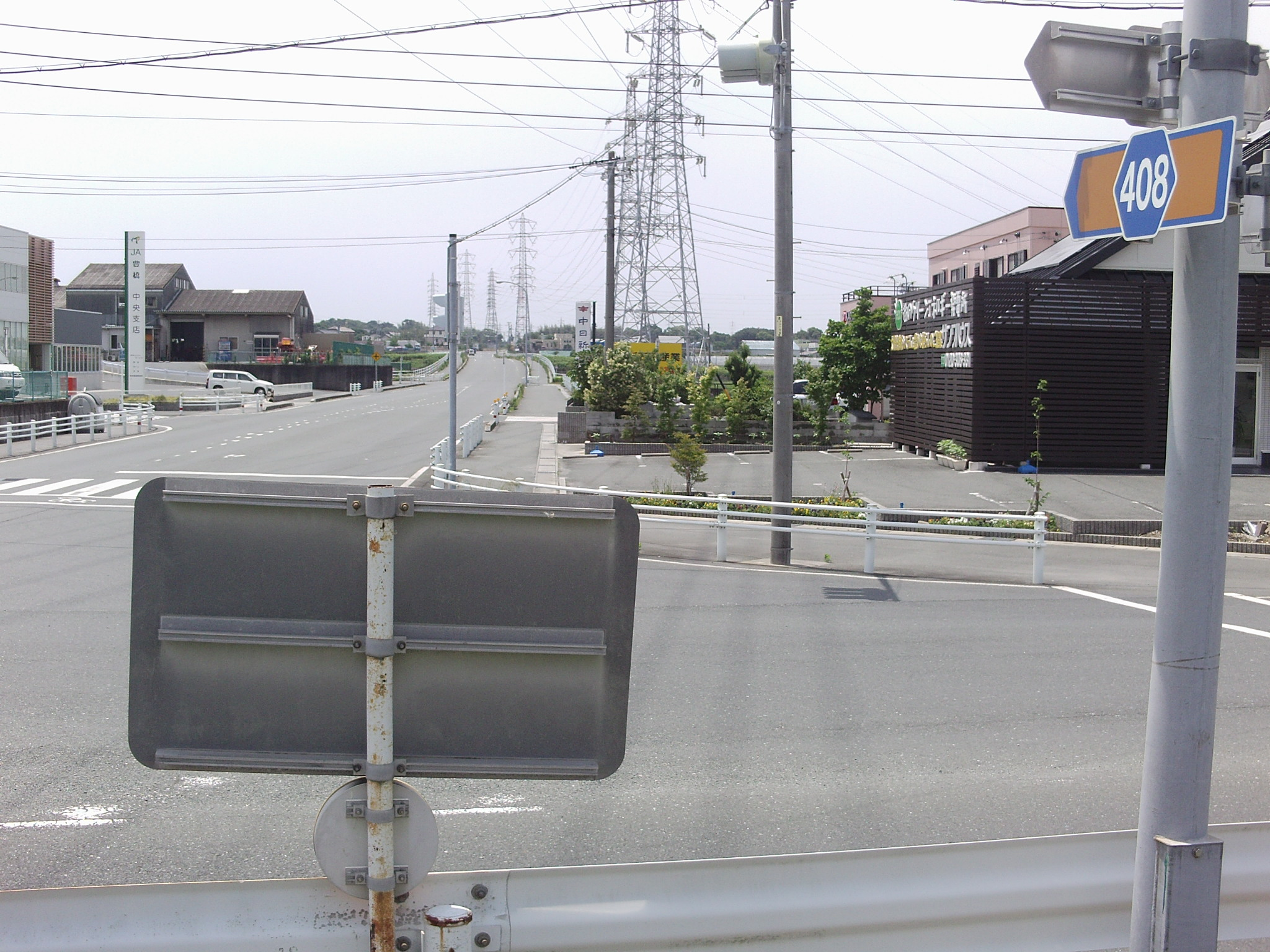
野依町（起点）。野依街道と交わる場所。

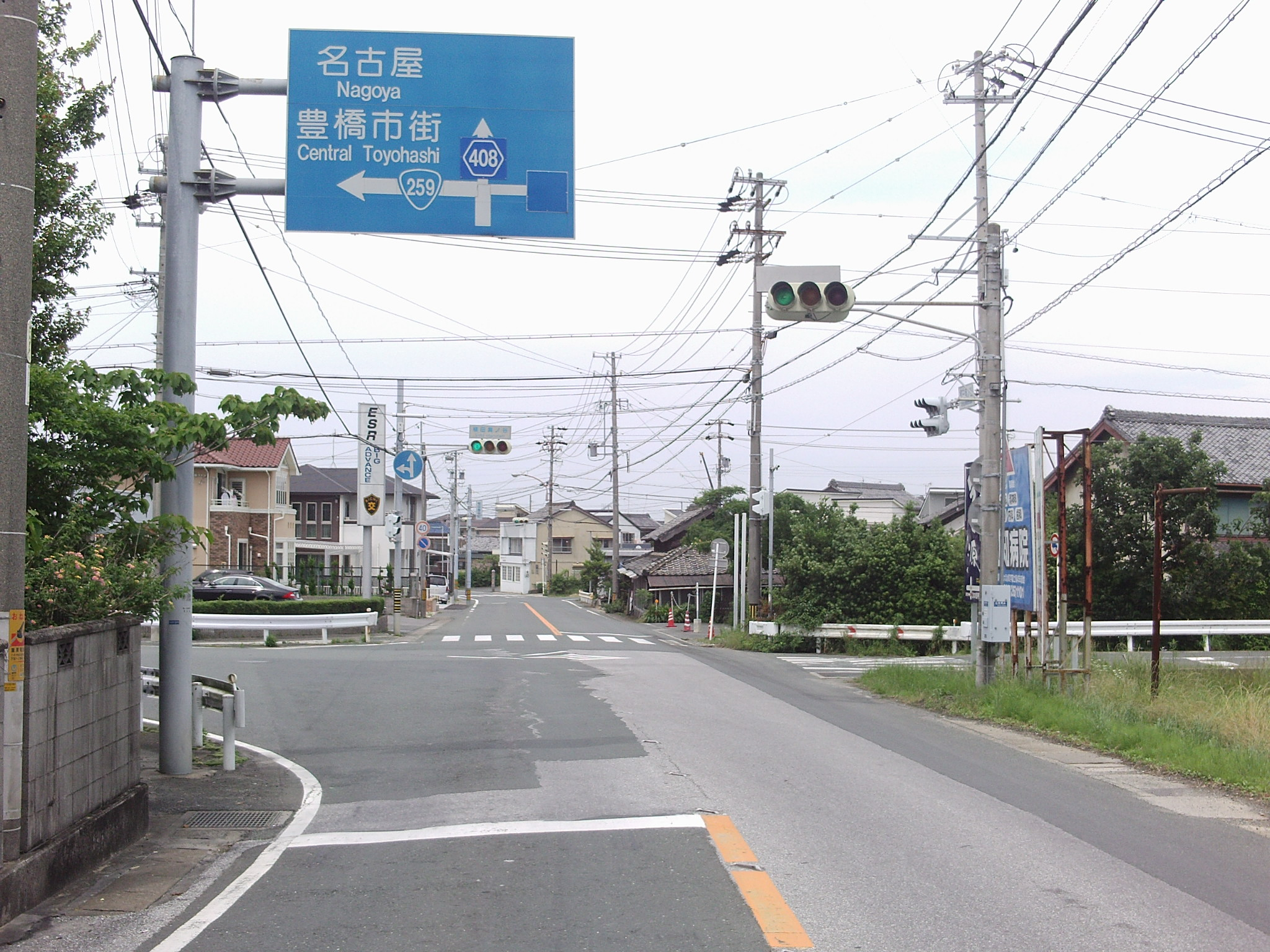
植田町（終点）。この植田奥ノ谷交差点の東側（右手）の道路が付け替え以前の細い旧県道で大型車通行禁止及び画像の方向からは右折禁止。現県道は画像奥の植田農協前を右折する。

## 概要

### 路線データ
- 起点：愛知県豊橋市野依町（野依町花ノ木交差点）
- 終点：愛知県豊橋市植田町（植田奥ノ谷交差点）
- 総延長：約2.5km

## 沿革
- 1959年12月15日 認定

## 接続する道路
- 愛知県道407号伊古部南栄線（野依街道）（野依町花ノ木交差点）
- 国道259号（田原街道）（植田奥ノ谷交差点）
- 愛知県道409号東赤沢植田線（富士見街道）（国道259号経由）

## 沿線周辺
- 野依簡易郵便局
- 豊橋農業協同組合中央支店
- セブン-イレブン豊橋野依台店
- 豊橋鉄道渥美線 植田駅、向ヶ丘駅
- 豊橋市立南稜中学校
- 豊橋農業協同組合植田支店
- 植田大池
- 小林堂菓子店（植田の大まんじゅう）

## 注意点
起点から約800m西進した植田町南柄沢交差点からは、右折方向が当路線である。直進する道は国道23号豊橋バイパス大清水インターチェンジに接続するため新設された、南大清水町に至る市道である。